# Atlantis Chronicles
Atlantis Chronicles ist eine im Jahr 2005 unter dem Namen Abyss gegründete Technical-Death-/Progressive-Metal-Band aus der französischen Hauptstadt Paris.

## Geschichte
Die Gruppe wurde im Jahr 2005 in der französischen Hauptstadt Paris unter dem Namen Abyss gegründet. Nach mehreren Besetzungswechseln besteht die Gruppe aus dem Hauptsänger Julien Lebon, den beiden Gitarristen Julien Rosenthal und Alexandre Ash – welcher als zusätzlicher Sänger fungiert – sowie aus Bassist Simon Charthier und Schlagzeuger Sydney Taieb.
Unter dem Namen Abyss erschienen in den Jahren 2007 und 2009 mit Silent Depths und Against the Sea eine Demo bzw. EP über Realize Records, ehe die Gruppe im Jahr 2010 ihren Namen in Atlantis Chronicles änderte. Als Grund für die Namensänderung nannte der damalige Sänger Antoine Bibent, dass sich die Gruppe und ihre Musik weiterentwickelte und man ein gewisses Konzept verfolge. Dabei war es ihm wichtig, dass man die Gruppe im neuen Namen wiederfindet. So war Atlantis Chronicles der ursprüngliche Titel des Liedes Tales of Atlantis, welches sich auf dem Debütalbum der Gruppe befindet.
Das erste Album, Ten Miles Underwater, erschien Anfang des Jahres 2013 über Coroner Records. Es folgten ca. 80 Konzerte auf nationaler und europäischer Ebene sowie in Japan. Im November des Jahres 2015 wechselte die Gruppe zu Apathia Records und kündigte ihr zweites Album Barton’s Odyssey für März des Jahres 2016 an. Das Albumcover wurde von Pär Olofson gestaltet, der bereits für Immortal, Aborted und Abysmal Dawn arbeitete.
Nach sechs Jahren erschien im April 2022 mit Nera das dritte Album, welches bei Metal East Productions erschien und international bei Plastic Head und MDV vertrieben wird. Zudem gab die Gruppe mehrere Konzerte in Frankreich bekannt.

## Musik
Die Musik von Atlantis Chronicles wird als eine abwechslungsreiche Interpretation des Death Metals beschrieben, die sich zwischen thrashig-rasant, technisch-vertrackt und melodisch-verspielt bewegt. Auffällig ist das dominante, klinische Schlagzeugspiel von Sydney Taieb, welches so klingt, als ob die Aufnahmen durch einen Drumcomputer entstanden sind. Die Lieder der Gruppe zeichnen sich durch ihre abwechslungsreiche und anspruchsvolle Gitarrenarbeit aus. So werden verschiedenste Spieltechniken wie Sweepings, Tappings, Downtuning, zweistimmige Leads und atmosphärische Hooks angewandt. In einer Besprechung des deutschsprachigen Amboss Mag wird die Gruppe unter anderem mit The Black Dahlia Murder verglichen und deren Musik als eine Mischung aus Deathcore und Metalcore im mittleren Härtegrad bezeichnet. Der Rezensent beschreibt die Gruppe grob als „weichen Bruder von Despised Icon“ bzw. als „harten Bruder von Protest the Hero.“ Verglichen wurde die Musik zudem mit Gruppen wie Gorod, The Faceless, Gojira und Obscura.
Auf dem Zweitling der Gruppe, Barton’s Odyssey, werden die Liedstrukturen als übertrieben verschachtelt, aber schlicht konstruiert wirkend beschrieben. So klinge jedes Stück des Albums wie „eine wirre, willkürliche Aneinanderreihung verschiedener Parts, die für sich genommen zwar irgendwie funktionieren, als zusammenhängender Song hingegen nicht.“
Die Lieder der Gruppe beschreiben unter anderem biografische Begebenheiten verschiedener Tiefseetaucher wie Charles William Beebe (auf dem Album Ten Miles Underwater) oder auch Otis Barton (auf dem Album Barton’s Odyssey). Das Konzept entstand unter anderem durch den Schlagzeuger Sydney Taieb, der als erstes aus der Band von der Bathysphäre erfuhr, als er das Buch Abyss von Clair Nouvian las, sich von der Erfindung faszinieren ließ und schnell das Potenzial für eine Geschichte fand. Das dritte Album Nera setzt sich lyrisch mit dem Untergang Atlantis auseinander.

## Diskografie
als Abyss
- 2007: Silent Depths (Demo, Realize Records)
- 2009: Against the Sea (EP, Realize Records)

als Atlantis Chronicles
- 2013: Ten Miles Underwater (Album, Coroner Records, Howling Bull)
- 2016: Barton’s Odyssey (Album, Apathia Records)
- 2022: Nera (Album, Metal East Productions, Vertrieb: Season of Mist (FR), Plastic Head (EU & UK), MDV (USA & CA))